# Ленинский коммунистический союз молодёжи Российской Федерации
Ленинский коммунистический союз молодёжи Российской Федерации (сокр. ЛКСМ РФ; до февраля 2011 года — Союз коммунистической молодёжи Российской Федерации, сокр. СКМ РФ) — российская общественная молодёжная коммунистическая организация, позиционирующая себя как наследник Всесоюзного ленинского коммунистического союза молодёжи на территории Российской Федерации. Входит в состав МСКО-ВЛКСМ — союза комсомольских организаций стран бывшего СССР.
В период с 2004 по 2013 год обязанности первого секретаря ЦК ЛКСМ РФ исполнял депутат Государственной думы Юрий Вячеславович Афонин. На VI Пленуме ЦК ЛКСМ РФ, состоявшемся 7 июня 2013 года, новым руководителем Ленинского комсомола был избран Анатолий Долгачёв, занимавший эту должность до июня 2016 года.
XV Пленум ЦК ЛКСМ РФ, прошедший 23 июня 2016 года в Подмосковье, удовлетворил просьбу Долгачёва об освобождении его от занимаемой должности в связи с переходом на партийную работу, — Долгачёв стал первым секретарём Приморского краевого комитета КПРФ; первым же секретарём ЦК ЛКСМ РФ был избран Владимир Исаков.

## История

### ВЛКСМ
Ленинский коммунистический союз молодёжи Российской Федерации является созданной в 1999 году комсомольской организацией, одним из правопреемников созданного 29 октября 1918 года на I Всероссийском съезде союзов рабочей и крестьянской молодёжи комсомола (первоначальное название — Российский коммунистический союз молодёжи (РКСМ), с 1924 года — Российский ленинский коммунистический союз молодёжи (РЛКСМ), с 1926 года — Всесоюзный ленинский коммунистический союз молодёжи (ВЛКСМ)).

### ЛКСМ РСФСР
К 1990 году на повестке дня встал вопрос организационного оформления и российского комсомола. В итоге, на первом съезде комсомольских организаций РСФСР, состоявшемся 30 мая 1990 года, был образован Ленинский коммунистический союз молодёжи РСФСР (ЛКСМ РСФСР) в составе ВЛКСМ.
19—20 октября 1991 года ЛКСМ РСФСР переименован в Российский союз молодёжи (РСМ), который отказался от коммунистической идеологии.

### МСКО-ВЛКСМ
В сентябре 1991 года XXII чрезвычайный съезд ВЛКСМ посчитал исчерпанной политическую роль ВЛКСМ как федерации коммунистических союзов молодёжи и заявил о самороспуске организации. Однако в апреле—мае 1992 года ВЛКСМ был воссоздан силами активистов прежнего молодёжного движения[уточнить].
В апреле 2001 года ВЛКСМ реорганизован в Союз комсомольских организаций — ВЛКСМ (СКО-ВЛКСМ).
Штаб-квартира МСКО-ВЛКСМ постоянно находится в Москве. На съезде[каком?] были внесены кардинальные[какие?] изменения в Устав и Программу ВЛКСМ, а также были приняты другие нормативные документы[какие?].

### СКМ РФ

Логотип СКМ РФ (с 1999 по февраль 2011 года)

СКМ выделился на базе части РКСМ, наиболее симпатизировавшей различным коммунистическим партиям, а также их молодёжным секциям. Учредительный съезд СКМ РФ состоялся 20 февраля 1999 года (по другим данным, 29 мая 1999 года).
29 октября 2000 года — II Съезд СКМ РФ. Принят Устав в редакции II съезда.
22 февраля 2003 года — III Съезд СКМ РФ. Принят Устав в редакции III съезда.
В 2004 году внутренний конфликт в КПРФ вызвал раскол в рядах СКМ РФ, результатом которого стало существование двух организаций: СКМ под руководством Афонина, поддержавшего курс КПРФ, и независимый СКМ РФ под руководством Жукова.

## ЛКСМ РФ
На V съезде 5 февраля 2011 года СКМ под руководством Афонина переименован, с согласия племянницы В. И. Ленина Ольги Ульяновой, в Ленинский коммунистический союз молодёжи Российской Федерации (ЛКСМ РФ).
Согласно Уставу ЛКСМ РФ с поправками, принятыми на V Съезде (5 февраля 2011 года), Ленинский коммунистический союз молодёжи — общероссийская общественная организация, юридически не зависящая от каких-либо политических партий, но поддерживает идеи Коммунистической партии Российской Федерации. Также члены ЛКСМ РФ не вправе состоять в каких-либо политических партиях, за исключением партии КПРФ.
10 февраля 2018 года прошёл VI Съезд ЛКСМ РФ. На Съезде приняты поправки в Устав, Программа ЛКСМ РФ, новый состав ЦК ЛКСМ РФ и ЦКРК ЛКСМ РФ.
На I (организационном) Пленуме ЦК ЛКСМ РФ первым секретарём Ленинского комсомола избран Владимир Исаков.
Высший руководящий орган ЛКСМ РФ — Съезд, созываемый не реже одного раза в четыре года. Постоянно действующим руководящим органом ЛКСМ РФ является Центральный комитет ЛКСМ РФ.
Основу ЛКСМ РФ составляют первичные объединения ЛКСМ РФ, руководящим органом которых является общее собрание. Они создаются по территориальному принципу, то есть по месту жительства, учёбы или работы.
В члены ЛКСМ РФ может быть принят гражданин в возрасте от 14 до 35 лет. В руководящие органы ЛКСМ РФ избираются только граждане, достигшие 18 лет.
В региональную сеть входят 80 региональных организаций[уточнить].
ЛКСМ РФ уделяет особое внимание антиглобалистическому движению, уличным выступлениям, демонстрациям и различного рода акциям протеста[уточнить].
Ежегодно делегация Ленинского комсомола принимала участие во Всероссийском образовательном форуме «Территория смыслов».
С 14 по 22 октября 2017 года проходил XIX Всемирный фестиваль молодёжи и студентов в городе Сочи. Наряду с другими левыми молодёжными организациями, ЛКСМ РФ на всех уровнях вошли в подготовительные комитеты, проводя в них работу.
27 октября в Москве в гостиничном комплексе «Измайлово» состоялся VII Съезд Ленинского коммунистического союза молодёжи Российской Федерации. На Съезде приняты поправки в Устав, Программа ЛКСМ РФ, избраны новый состав ЦК ЛКСМ РФ и ЦКРК ЛКСМ РФ. На I (организационном) Пленуме ЦК ЛКСМ РФ первым секретарём Ленинского комсомола избран Владимир Исаков

### Программа ЛКСМ РФ
Ленинский Коммунистический Союз молодёжи Российской Федерации объединяет молодых граждан страны, которые разделяют коммунистические идеалы и считают социализм единственной моделью развития, с помощью которой, на их взгляд, Российская Федерация сможет преодолеть системный кризис в экономике, в социальной и политической сфере, и стать в полной мере самостоятельным, процветающим государством.

### СМИ ЛКСМ РФ
Комсомольская печать — газеты «Fонарь», «Лево руля», «Пламя», «Пульс молодых», «Влево».
Также с 2019 года, созданный инициативной группой комсомольских активистов из разных регионов, работает экспериментальный интернет-проект «Радио Ленинского Комсомола» на площадках ВКонтакте, Одноклассники и Telegram.

## Комсомольские проекты и проекты, реализуемые при поддержке ЛКСМ РФ
- Патриотический обучающий проект «Знамя нашей Победы» создан с целью побудить подрастающее поколение изучать историю своей страны[18].
- Всероссийский конкурс детского и юношеского творчества «Земля талантов» — конкурс детского и юношеского творчества[19].
- Спортивно-просветительский проект «Наследие победителей» создан для возобновления и укрепления связи поколений[20].

## Руководство ЛКСМ РФ
Центральный комитет Ленинского коммунистического союза молодёжи Российской Федерации (ЦК ЛКСМ РФ) - это постоянно действующий руководящий орган.
Между пленумами ЦК ЛКСМ РФ деятельностью организации руководит Бюро ЦК ЛКСМ РФ.
В состав Бюро входят:
- Исаков Владимир Павлович — первый секретарь ЦК ЛКСМ РФ
- Кремлёв Михаил Вячеславович — секретарь ЦК ЛКСМ РФ по организационной работе, комсорг по ПФО
- Курочкин Денис Алексеевич — секретарь ЦК ЛКСМ РФ по информационно-аналитической работе, комсорг по УФО
- Цевменко Игорь Владимирович — секретарь ЦК ЛКСМ РФ по агитации и пропаганде
- Агванян Артур Мартунович — секретарь ЦК ЛКСМ РФ по протестному движению, комсорг по ЦФО
- Кононенко Роман Игоревич — секретарь ЦК ЛКСМ РФ по международной работе
- Аитов Халит Андреевич — комсорг по ЮФО
- Тотрова Зарина Руслановна — комсорг по СКФО
- Саликов Виталий Викторович — комсорг по СФО
- Ляшенко Евгений Иванович — комсорг по ДФО
- Беляков Андрей Викторович — комсорг по СЗФО
- Листов Ярослав Игоревич — председатель Центральной Контрольно-ревизионной комиссии ЛКСМ РФ[21]

### Региональные отделения и федеральный руководитель

#### Дальневосточный федеральный округ
Представлен 7 региональными отделениями ЛКСМ РФ, это Амурское и Сахалинское областные отделения, Камчатское, Приморское и Хабаровское краевое отделение, Якутское региональное и отделение в Еврейской автономной области.
Возглавляет округ: федеральный комсорг по ДФО — Евгений Ляшенко.

#### Приволжский федеральный округ
Приволжский округ представлен 14 региональными отделениями. Пермское краевое, Кировское, Нижегородское, Оренбургское, Пензенское, Самарское, Саратовское и Ульяновское областные отделения. Башкирское, Марийское, Мордовское, Татарстанское, Удмуртское и Чувашское республиканские отделения.
Возглавляет федеральный комсорг по ПФО — Михаил Кремлёв.

#### Северо-Кавказский федеральный округ
Объединяет 5 отделений. Дагестанское (первый секретарь Комитета - Артём Гаджитаев), Кабардино-Балкарское (первый секретарь Комитета - Инал Гурижев), Карачаево-Черкесское (первый секретарь Комитета - Диана Гаврищенко) и Северо-Осетинское республиканские отделения (Первый секретарь Комитета - Вакантно)  и Ставропольское краевое (Вадим Фусточенко).
Федеральный комсорг по СКФО — Зарина Тотрова.

#### Северо-Западный федеральный округ
В состав входит 9 отделений. Архангельское, Вологодское, Калининградское, Ленинградское, Мурманское, Новгородское, Псковское областные отделения. Карельское и Коми республиканское отделение, Санкт-Петербургское городское отделение.
Федеральный комсорг по СЗФО — Андрей Беляков.

#### Сибирский федеральный округ
Состоит из 11 отделений. Алтайское, Забайкальское, Красноярское краевые отделения. Иркутское, Кемеровское, Новосибирское, Омское и Томское областные отделения. Отделения республик Алтай, Бурятия, Тыва и Хакасия.
Федеральный комсорг СФО — Виталий Саликов.

#### Уральский федеральный округ
Состоит из 6 отделений: Курганское, Свердловское, Челябинское, Тюменское областные отделения. Отделения Ханты-Мансийского и Ямало-Ненецкого автономного округа.
Федеральный комсорг УФО — Денис Курочкин.

#### Центральный федеральный округ
В состав входит 18 отделений. Белгородское,Брянское, Владимирское, Воронежское, Ивановское, Калужское, Костромское, Курское, Липецкое, Московское, Орловское, Рязанское, Смоленское, Тамбовское, Тверское, Тульское и Ярославское областное отделение. Московское городское отделение.
Федеральный комсорг ЦФО — Артур Агванян.

#### Южный Федеральный округ
Состоит из 12 отделений. Астраханское, Ростовское, Херсонское, Запорожское и Сталинградское областное отделения. Отделения Краснодарского края и республик Адыгея, Калмыкия, Крым, а также ДНР и ЛНР. Отделение города Севастополя.
Федеральный комсорг ЮФО — Халит Аитов.